# Mãe Só Há Uma
Mãe Só Há Uma é um filme de drama brasileiro dirigido e escrito por Anna Muylaert e lançado em 21 de julho de 2016. O filme foi exibido no 66 Festival de Berlim em fevereiro de 2016 e recebeu o Prêmio Teddy, concedido pela revista alemã Männer. O filme também foi apresentado em 2017 pela diretora na Videocamp.

## Sinopse
O filme conta a história de Pierre (Naomi Nero), um adolescente em busca de sua identidade sexual. Sua percepção da vida e de si mesmo se perdem quando ele descobre que a mulher que o criou não é a sua mãe biológica.

## Elenco
- Naomi Nero - Pierre/Felipe
- Daniel Botelho - Joca
- Dani Nefussi - Aracy/Glória
- Matheus Nachtergaele - Matheus
- Lais Dias - Jaqueline
- Luciana Paes - Tia Yara
- Helena Albergaria - Sueli
- Luciano Bortoluzzi - Marcelo
- June Dantas - Walmissa
- Renan Tenca - René
- Marat Descartes - enfermeiro
- Deise Gabriele - Marly

## Recepção
No Papo de Cinema, Conrado Heoli disse que "talvez [o filme] não ganhe a repercussão nacional de Que Horas Ela Volta?, mas deveria. Anna Muylaert oferece mais um filme importante em seus apontamentos e valioso em estética e narrativa, numa fase mais madura e relevante que aquela de Durval Discos (2002) e É Proibido Fumar (2009)." No Omelete, Marcelo Hessel avaliou com nota 3 de 5 indicando que bom.

## Indicações
| Ano  | Premiação                          | Categoria      | Resultado |
| ---- | ---------------------------------- | -------------- | --------- |
| 2017 | Grande Prêmio do Cinema Brasileiro | Melhor Filme   | Indicado  |
| 2017 | Grande Prêmio do Cinema Brasileiro | Melhor Direção | Indicado  |
| 2017 | Grande Prêmio do Cinema Brasileiro | Melhor Roteiro | Indicado  |